# شلومو موراغ
شلومو موراغ (بالعبرية: שלמה מורג‏) (يوليو 1926-1999)، بروفيسور إسرائيلي في قسم اللغة العبرية في الجامعة العبرية في القدس. 
في عام 1966، حصل موراغ على جائزة إسرائيل في الدراسات اليهودية عن كتابه «تقاليد اللغة العبرية لليهود اليمنيين».  وكان أصغر شخص يحصل على هذه الجائزة في ذلك الوقت.
أسس موراغ مركز أبحاث التقاليد الشفوية اليهودية في الجامعة العبرية، وعمل كرئيس لمعهد بن تسفي لدراسة الجاليات اليهودية في الشرق، لعدة سنوات. وكان عضوًا في أكاديمية اللغة العبرية والأكاديمية الإسرائيلية للعلوم والعلوم الإنسانية، وزميلًا في الأكاديمية الأمريكية للبحوث اليهودية.

## العائلة
ولد موراغ في بتاح تكفا، في فلسطين تحت الانتداب البريطاني عام 1926. وكان كل من والديه مدرسين في مدرسة «نيتساه إسرائيل» الدينية في بتاح تكفا. وانتقلت العائلة فيما بعد إلى رمات غان، حيث نشأ موراغ، وولد شقيقه الأصغر عاموتس.

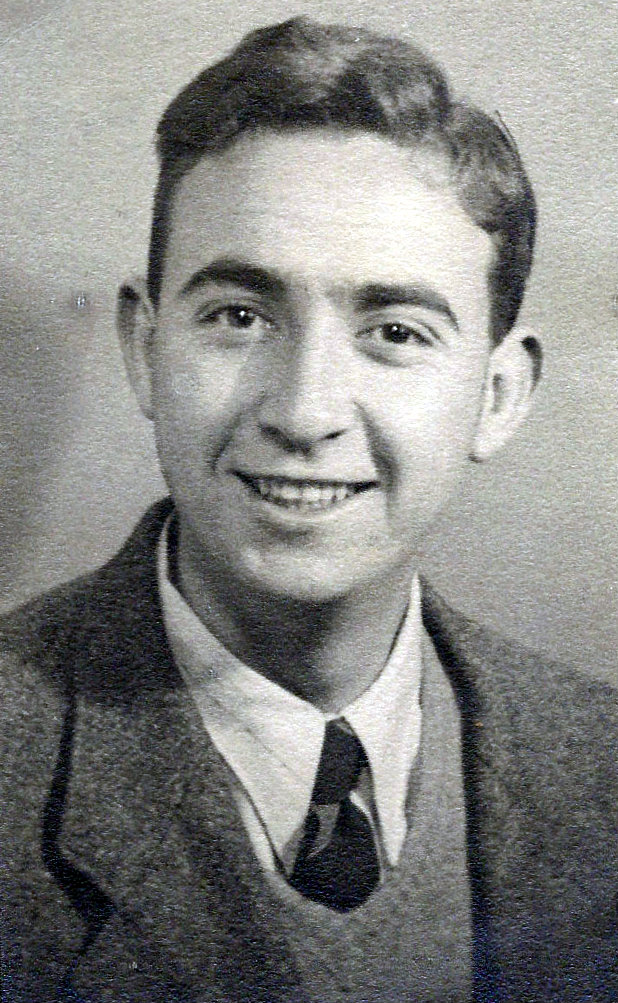
شلومو موراغ في شبابه

كتب والد شلومو موراغ، الحاخام موشيه أرييه ميركين، شروحات من 11 مجلدًا للنص الديني «سفر التكوين راباه». أسست والدة موراغ، سارة ميركين (مولودة باسم مارغاليت) منظمات خيرية لصالح الأطفال والنساء المهاجرات. وانتخبت رئيسا لفرع المنظمة النسائية الصهيونية العالمية في مدينة رمات غان، واستقالت منها بعد أن كافحت من أجل حصول النساء على حق الانتخاب، وليس فقط لأحزاب نسائية منفصلة. انضمت إلى المنظمة النسائية الصهيونية العامة، ومنذ عام 1954 عملت كعضو في مجلس مدينة رمات غان. أهدى شلومو موراغ كتابه «تقاليد اللغة العبرية لليهود اليمنيين» لوالديه.
كان شقيق شلومو موراغ، عموتس موراغ، أستاذًا للاقتصاد، وكان ينشر في صحيفتي دافار وأشموريت. وألف كتبا ومقالات حول القضايا الاقتصادية. كما كتب قصصًا قصيرة جمع شلومو موراغ بعضها بعد وفاته.

## مسيرته الأكاديمية

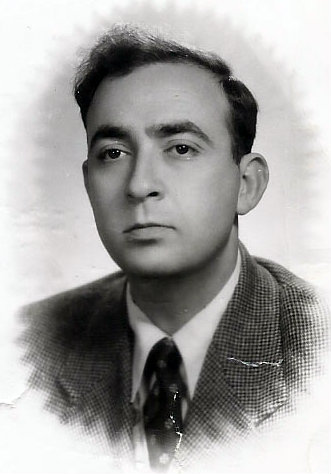
شلومو موراغ

بدأ موراغ دراسته في الجامعة العبرية في القدس عام 1943. وفي عام 1955 حصل على درجة الدكتوراه عن أطروحته حول النطق بالعبرية لليهود اليمنيين، والتي كتبها تحت إشراف أساتذته شلومو دوف جويتين، وهانس جاكوب بولوتسكي، ونافتالي هيرتس تور سيناي. ومن الأساتذة الآخرين الذين تأثر بهم: يوسف كلاوسنر وديفيد بانيت وهانوخ يلون.
التحق بعد ذلك بهيئة التدريس في الجامعة العبرية، وعمل أستاذاً في قسم اللغة العبرية حتى تقاعده عام 1994. وقام بالتدريس في جامعة تل أبيب وجامعة بار إيلان أيضًا.
تركز أعمال موراغ على علم اللغات السامية وتحديداً اللغة العبرية. ومن ضمن الموضوعات التي قام ببحثها التقاليد الشفوية للعبرية، وكرس جزءًا كبيرًا من كتاباته للتقاليد الشفوية لليهود اليمنيين: تقاليد العبرية اليمنية والآرامية اليمنية.

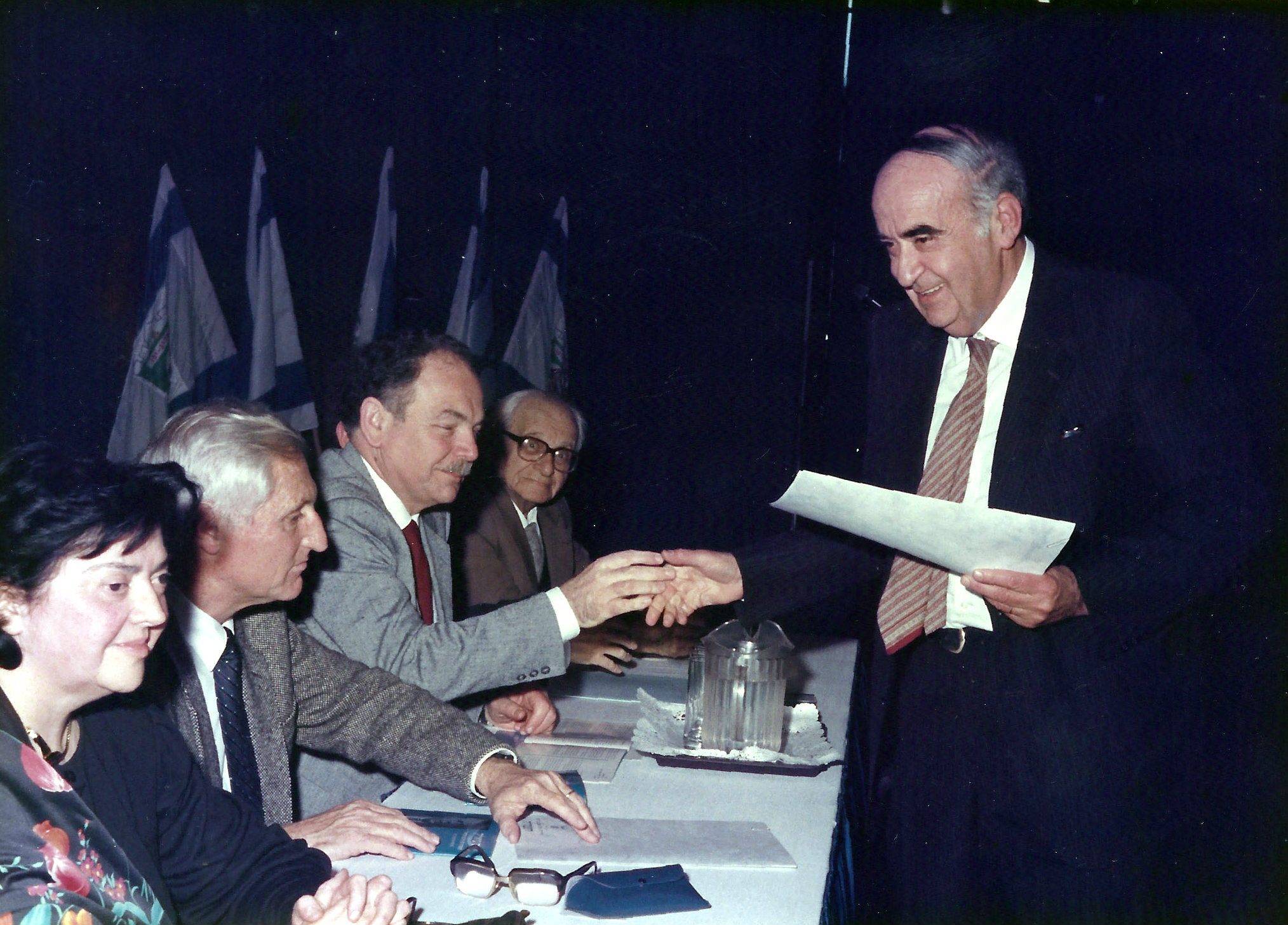
شلومو موراغ يتسلم جائزة بياليك

### الجوائز
- في عام 1966، حصل موراغ على جائزة إسرائيل في الدراسات اليهودية عن كتابه «تقاليد اللغة العبرية لليهود اليمنيين».[2] وكان أصغر شخص يحصل على هذه الجائزة في ذلك الوقت.
- في عام 1989، حصل على جائزة بياليك للفكر اليهودي. (بالاشتراك مع شموئيل أبرامسكي)[5] حصل على الجائزة بسبب كتابه «الآرامية البابلية: التقليد اليمني».